# Feltre
Feltre est une commune de la province de Belluno dans la région Vénétie en Italie.

## Administration
| Période                                  | Période    | Identité            | Étiquette                 | Qualité |
| ---------------------------------------- | ---------- | ------------------- | ------------------------- | ------- |
| 29 mai 2007                              | 7 mai 2012 | Gianvittore Vaccari | Centro-Destra             |         |
| 7 mai 2012                               | En cours   | Paolo Perenzin      | Sinistra Ecologia Libertà |         |
| Les données manquantes sont à compléter. |            |                     |                           |         |

## Personnalités
- Enrico Scarampi (vers 1355-1440), évêque de Belluno-Feltre de 1404 à 1440.
- Morto da Feltre (entre le XVe siècle et le XVIe siècle), peintre.
- le bienheureux Bernardin de Feltre (1439-1494), frère franciscain qui joua un rôle dans l'affaire Simon de Trente.
- Henri Jacques Guillaume Clarke (1765-1818), maréchal de France, ministre de la guerre, créé « duc de Feltre » sous le Premier Empire.
- Egida Giordani Sartori (1910-1999), claveciniste et professeure de musique classique italienne.
- Davide Malacarne, coureur cycliste chez Astana.
- Victor et Corona.

## Géographie

### Hameaux
Anzù, Arson, Canal, Cart, Cellarda, Croci, Farra, Foen, Grum, Lamen, Lasen, Mugnai, Nemeggio, Pont, Pren, Sanzan, Tomo, Umin, Vellai, Vignui, Villabruna, Villapaiera, Zermen

### Communes limitrophes
Cesiomaggiore, Fonzaso, Lentiai, Mezzano, Pedavena, Quero, Seren del Grappa, Sovramonte, Vas

## Jumelages
- Bagnols-sur-Cèze (France)
- Newbury (Grande-Bretagne)
- Braunfels (Allemagne) depuis 1999[2]
- Carcaixent (Espagne)
- Kiskunfélegyháza (Hongrie)
- Eeklo (Belgique)
- Dudelange (Luxembourg)